# Gastrancistrus rosularum
Gastrancistrus rosularum är en stekelart som först beskrevs av Julius Theodor Christian Ratzeburg 1852.  Gastrancistrus rosularum ingår i släktet Gastrancistrus och familjen puppglanssteklar. Inga underarter finns listade i Catalogue of Life.